# 로베르토 보나노
로베르토 오스카르 보나노(스페인어: Roberto Oscar Bonano, 1970년 1월 24일 ~, 산타 페 주 로사리오)는 아르헨티나의 전직 축구 선수로, 현역 시절 골키퍼로 활약했다.
그는 30대가 되어서 리버 플레이트에서 스페인 무대를 밟아 현역 17년 중 나머지 후반기를 3개 구단에서 활약했는데, 주로 알라베스에서 활약했다.
보나노는 아르헨티나 국가대표팀 경기에 13번 출전했는데, 2002년 월드컵에서 자국을 대표로 참가하기도 했다.

## 선수 경력

### 클럽
보나노는 산타 페 주 로사리오 출신으로, 인근 로사리오 센트랄과 자국의 거함 리버 플레이트에서 뛰며, 후자의 구단에서 여러 차례 우승을 거두었는데, 이 중 국내 리그를 5번 우승했다. 2001년, 그는 31세의 나이에 바르셀로나로 이적해 1년차에 주전으로 활약했다. 그는 2001년 8월 26일에 2-1로 이긴 세비야와의 원정 경기에서 라 리가 신고식을 치렀다.
유소년부에서 카탈루냐 출신 빅토르 발데스가 성장하면서, 보나노는 크게 입지가 좁아졌고, 무르시아를 거쳐 2004년에 라 리가에서 세군다 디비시온으로 전 시즌에 강등되었던 알라베스로 이적했고, 1년차 1부 리그 복귀에 공을 세웠지만, 같은 아르헨티나 출신이자 리버 플레이트에서 한배를 탔었던 프랑코 콘스탄소에 밀려 후보 선수로 그 다음 시즌을 보냈고, 소속 구단도 시즌 끝에 강등되었다.
보나노의 알라베스 마지막 시즌은 다사다난했는데, 동료였던 류이스 카레라스와 충돌하고 구단주, 회장 겸 관리자였던 드미트리 피테르만에게 징계를 받기도 했다. 그는 시즌이 끝나면서 38세의 나이로 현역에서 은퇴했다.

### 국가대표팀
보나노는 아르헨티나의 여러 연령대 청소년 국가대표팀 경기에 참가했다. 그는 1996년 12월 28일에 2-3으로 패한 유고슬라비아와의 친선경기에서 성인 국가대표팀 첫 경기를 치렀다.
보나노는 이후 2002년 월드컵에서 파블로 카바예로와 헤르만 부르고스를 보좌할 수문장으로 발탁되었고, 총 13번의 경기에서 자국을 대표로 출전했다.

## 감독 경력
2011년부터 2013년까지, 보나노는 에두아르도 베리소 감독의 수석 코치로서 보좌했는데, 초년에는 에스투디안테스에서, 이후 칠레의 오이긴스에서 베리소를 동행했다. 다시 스페인 무대로 복귀해, 그는 카레라스 감독의 마요르카에서 골키퍼 코치를 역임했다.
2015년 7월 6일, 보나노는 셀타 비고에서 같은 아르헨티나 국적의 베리소와 재회했다. 2년 후, 그는 같은 직책으로서 세비야에서 베리소를 보좌했다.

## 수상

### 클럽
로사리오 센트랄
- 코파 CONMEBOL: 1995

리버 플레이트
- 아르헨티나 프리메라 디비시온
  - 아페르투라: 1996, 1997, 1999
  - 클라우수라: 1997, 2000
- 코파 리베르타도레스: 1996
- 수페르코파 수다메리카나: 1997